# Verzorgingsplaats Moerkerken
Verzorgingsplaats Moerkerken is een Nederlandse verzorgingsplaats, gelegen aan de A29 Rotterdam-Dinteloord tussen afritten 21 en 22 nabij Oud-Beijerland in de gemeente Hoeksche Waard.
De naam van de verzorgingsplaats komt van ridder Lodewijk van Praet van Moerkerken die na de tweede Sint-Elisabethsvloed aan het begin van de vijftiende eeuw, de ingedijkte polder de naam Mijnsherenland van Moerkerken gaf.